# Puchar Polski (województwo mazowieckie) w piłce nożnej mężczyzn (2022/2023)
Puchar Polski MZPN 2022/2023 – sezon Pucharu Polski w województwie mazowieckim. Finał zorganizowany 7 czerwca 2023 na Stadionie Hutnika Warszawa. Zwycięzca Pucharu Polski MZPN 2022/2023, Legia II Warszawa, zakwalifikował się do I rundy Pucharu Polski PZPN 2023/2024.
Udział w tymże pucharze, poprzez zwyciężenie Pucharu Polski na szczeblu regionalnym, zapewniły sobie: KS CK Troszyn (puchar okręgu ciechanowsko-ostrołęckiego), Wisła II Płock (puchar okręgu płockiego), Oskar Przysucha (puchar okręgu radomskiego), Tygrys Huta Mińska (puchar okręgu siedleckiego) i KTS Weszło (puchar okręgu warszawskiego).

## 1/8 finału
| Gospodarze                | Wynik | Goście                    | Data i godzina    |
| ------------------------- | ----- | ------------------------- | ----------------- |
| Tygrys Huta Mińska        | 2:0   | Pilica Białobrzegi        | 29 marca, 16:00   |
| Legia II Warszawa         | 3:0   | Mławianka Mława           | 29 marca, 16:00   |
| Broń Radom                | 9:0   | Ursus Warszawa            | 29 marca, 18:00   |
| Oskar Przysucha           | 0:4   | Legionovia Legionowo      | 29 marca, 16:00   |
| KS CK Troszyn             | 2:0   | Błonianka Błonie          | 5 kwietnia, 17:00 |
| Świt Nowy Dwór Mazowiecki | 0:1   | Pogoń Grodzisk Mazowiecki | 29 marca, 16:00   |

KTS Weszło i Wisła II Płock otrzymały wolny los.

## Ćwierćfinały
| Gospodarze         | Wynik       | Goście                    | Data i godzina     | Strzelcy goli |
| ------------------ | ----------- | ------------------------- | ------------------ | --- |
| KTS Weszło         | 2:3         | Pogoń Grodzisk Mazowiecki | 19 kwietnia, 19:00 | Maciej Świdzikowski 63, Jakub Kosecki 66 – Jakub Apolinarski 43, Patryk Kamiński 53, Matheus Dias 80                     |
| Tygrys Huta Mińska | 1:1, k. 6:7 | Legionovia Legionowo      | 19 kwietnia, 16:30 | Serhij Herasymeć 61 (k) – Konrad Zaklika 10                                                                              |
| KS CK Troszyn      | 2:3         | Legia II Warszawa         | 19 kwietnia, 16:30 | José María Junior Moreno 40 (k), Edgardo Ruiz 90 (k) – Mateusz Możdżeń 27 (k), Szymon Grączewski 33, Oskar Lachowicz 106 |
| Wisła II Płock     | 0:2         | Broń Radom                | 19 kwietnia, 16:00 | Marcin Szymczak 40 (k), Adrian Grudzień 73                                                                               |

## Półfinały
| Gospodarze                | Wynik | Goście               | Data i godzina | Strzelcy goli                                                                      |
| ------------------------- | ----- | -------------------- | -------------- | ---------------------------------------------------------------------------------- |
| Pogoń Grodzisk Mazowiecki | 3:0   | Legionovia Legionowo | 10 maja, 17:30 | Jakub Budnicki 42, 68, Jakub Apolinarski 73                                        |
| Legia II Warszawa         | 3:1   | Broń Radom           | 10 maja, 17:00 | Dawid Kiedrowicz 14, Mateusz Możdżeń 45, Szymon Grączewski 73 – Kacper Pietrzyk 87 |

## Finał
| 7 czerwca 2023 | Pogoń Grodzisk Mazowiecki | 0:3   | Legia II Warszawa                           |                          |
| 19:00 CEST     |                           | (0:0) | 47' Jędrasik, 50' Kiedrowicz, 84' Wnorowski | Stadion Hutnika Warszawa |